# Shandon Baptiste
Shandon Harkeem Baptiste (* 8. April 1998 in Reading) ist ein grenadisch-englischer Fußballspieler auf der Position des Zentralen Mittelfelds. Er ist ehemaliger grenadischer Nationalspieler und aktuell für den FC Brentford in England aktiv.

## Karriere

### Verein
Baptiste begann in der Jugend in seiner Geburtsstadt beim FC Reading. 2015 wechselte er dann zu Oxford United, wo er von 2017 bis 2020 auch in der ersten Mannschaft spielte. Sein Profidebüt gab er allerdings erst am 18. August 2018 bei der 4:1-Niederlage gegen den FC Portsmouth. 2017 wurde er dann für ein halbes Jahr an Hampton & Richmond Borough verliehen. Im Winter 2020 wechselte er zum englischen Zweitligisten FC Brentford. Für diese debütierte er in der Liga im Februar 2020 beim 1:1 gegen Leeds United. Am Ende der Saison scheiterte er mit Brentford in den Playoffs zum Aufstieg in die Premier League. Nachdem er in der Folgesaison aufgrund einer schweren Knieverletzung nur ein Ligaspiel absolvieren konnte, schafft es seine Mannschaft dieses Jahr über die Playoffs in die Premier League 2021/22 aufzusteigen. Am 28. August 2021 (3. Spieltag) debütierte er nach später Einwechslung beim 1:1-Unentschieden gegen Aston Villa in der Premier League. Sein erstes Tor schoss er in der Startelf stehend gegen Leeds United, als seine Mannschaft 2:2 spielte. Wettbewerbsübergreifend kam er in jener Saison auf 25 Einsätze, wobei er dieses eine Tor schießen konnte.

### Nationalmannschaft
Baptiste gab sein Debüt für die grenadische Fußballnationalmannschaft am 24. Oktober 2017 im Freundschaftsspiel gegen Panama (0:5). In seinem zweiten Länderspieleinsatz gegen die Mannschaft aus Trinidad und Tobago (2:2) erzielte Baptiste seinen einzigen Treffer im Trikot der Spice Boyz, als er in der 49. Minute das Führungstor zum 0:1 erzielte. Zudem gab er die Vorlage für Ricky Modeste zum zwischenzeitlichen 0:2. Seinen letzten Einsatz für Grenada absolvierte er am 23. März 2018 im Freundschaftsspiel gegen die Auswahl von Belize (4:2).

## Erfolge
- Aufstieg in die Premier League: 2021